# Yohan Cabaye
Yohan Cabaye (ur. 14 stycznia 1986 w Tourcoing) – francuski piłkarz, który występował na pozycji pomocnika. W latach 2010–2016 wielokrotny reprezentant Francji. Srebrny medalista Mistrzostw Europy 2016 oraz uczestnik Mistrzostw Europy 2012. Uczestnik Mistrzostw Świata 2014.
W swojej karierze występował m.in. w takich klubach jak: Lille OSC, Paris Saint-Germain czy Newcastle United.

## Kariera klubowa
Cabaye rozpoczął karierę piłkarską w Lille OSC, gdzie między 2001 a 2004 rokiem występował w drużynach młodzieżowych. Latem 2004 roku awansował do pierwszego zespołu, w którego barwach zadebiutował 7 listopada 2004 roku w wygranym 2:0 meczu z FC Istres. Do końca rozgrywek rozegrał jeszcze pięć spotkań i zdobył z klubem wicemistrzostwo kraju. 19 listopada 2005 roku w przegranym 2:3 wyjazdowym meczu z AJ Auxerre zdobył swojego pierwszego gola w karierze. Na koniec sezonu 2005/06 zajął z Lille trzecie miejsce w lidze, a następnie przedłużył kontrakt do 2010 roku. W trakcie sezonu 2007/08 ponownie przedłużył umowę, tym razem do 2013 roku.
Latem 2010 roku Cabaye podpisał pięcioletni kontrakt z angielskim Newcastle United. W nowym klubie zadebiutował 13 sierpnia 2011 roku w zremisowanym 0:0 meczu z Arsenalem. 22 października 2011 roku podczas spotkania z Wigan Athletic zdobył pierwszą bramkę dla Newcastle.
29 stycznia 2014 roku został zawodnikiem Paris Saint-Germain.
10 lipca 2015 roku podpisał 3-letni kontrakt z Crystal Palace.
| Sezon   | Klub                  | Kraj                         | Rozgrywki      | Mecze | Bramki | Rozgrywki Europejskie               | Mecze | Bramki |
| ------- | --------------------- | ---------------------------- | -------------- | ----- | ------ | ----------------------------------- | ----- | ------ |
| 2004/05 | Lille OSC             | Francja                      | Ligue 1        | 6     | 0      | Liga Europy UEFA                    | 4     | 0      |
| 2005/06 | Lille OSC             | Francja                      | Ligue 1        | 27    | 1      | Liga Mistrzów UEFA Liga Europy UEFA | 2 2   | 0 0    |
| 2006/07 | Lille OSC             | Francja                      | Ligue 1        | 22    | 3      | Liga Mistrzów UEFA                  | 8     | 0      |
| 2007/08 | Lille OSC             | Francja                      | Ligue 1        | 36    | 7      | -                                   | -     | -      |
| 2008/09 | Lille OSC             | Francja                      | Ligue 1        | 32    | 5      | -                                   | -     | -      |
| 2009/10 | Lille OSC             | Francja                      | Ligue 1        | 32    | 13     | Liga Europy UEFA                    | 12    | 2      |
| 2010/11 | Lille OSC             | Francja                      | Ligue 1        | 36    | 2      | Liga Europy UEFA                    | 8     | 1      |
| 2011/12 | Newcastle United F.C. | Anglia                       | Premier League | 34    | 4      | -                                   | -     | -      |
| 2012/13 | Newcastle United F.C. | Anglia                       | Premier League | 26    | 6      | Liga Europy UEFA                    | 9     | 0      |
| 2013/14 | Newcastle United F.C. | Anglia                       | Premier League | 19    | 7      | -                                   | -     | -      |
| 2013/14 | Paris Saint-Germain   | Francja                      | Ligue 1        | 15    | 0      | Liga Mistrzów UEFA                  | 4     | 1      |
| 2014/15 | Paris Saint-Germain   | Francja                      | Ligue 1        | 24    | 1      | Liga Mistrzów UEFA                  | 5     | 0      |
| 2015/16 | Crystal Palace        | Anglia                       | Premier League | 34    | 5      | -                                   | -     | -      |
| 2016/17 | Crystal Palace        | Anglia                       | Premier League | 32    | 4      | -                                   | -     | -      |
| 2017/18 | Crystal Palace        | Anglia                       | Premier League | 31    | 0      | -                                   | -     | -      |
| 2018/19 | Al-Nasr Dubaj         | Zjednoczone Emiraty Arabskie | UAE Pro League | 12    | 1      | -                                   | -     | -      |
| 2019/20 | AS Saint-Étienne      | Francja                      | Ligue 1        | 15    | 0      | Liga Europy UEFA                    | 1     | 0      |

Stan na: 19 lutego 2021 r.

## Kariera reprezentacyjna
W latach 2006–2008 Cabaye rozegrał 15 spotkań w reprezentacji Francji do lat 21. W seniorskiej kadrze zadebiutował 11 sierpnia 2010 roku w przegranym 1:2 towarzyskim spotkaniu z Norwegią, zmieniając w 74. minucie meczu Yanna M’Vilę.